# Cratere Taussig
Taussig  è un cratere sulla superficie di Venere. Deve il proprio nome ad Helen Brooke Taussig, pediatra statunitense del XX secolo.